# TOSS
Pour les articles homonymes, voir Toss.
Le TOSS (Tournoi OmniSport de Supélec) est un tournoi étudiant organisé depuis 1989 par le Bureau des Sports de CentraleSupélec (CentraleSupélec Sports),. Il a lieu chaque année au mois de mai et regroupe 4500 étudiants d'écoles et universités françaises mais également internationales. Depuis 2016, le TOSS est le tournoi étudiant français regroupant le plus de participants. Il se déroule sur le campus de CentraleSupélec et utilise les infrastructures de l'École polytechnique et de l'Université Paris-Saclay.

## Description de l'événement
Cette section ne s'appuie pas, ou pas assez, sur des sources secondaires ou tertiaires indépendantes du sujet. Le texte peut contenir des analyses inexactes ou inédites de sources primaires.
Pour l'améliorer, ajoutez-en, ou placez des modèles {{Source secondaire souhaitée}} ou {{Source secondaire nécessaire}} sur les passages mal sourcés. (avril 2022)
Le TOSS se déroule sur un week-end du mois de mai. 
Le samedi est une journée dédiée aux phases de poules des tournois sportifs. Chaque équipe a une demi-journée de compétition sportive et une demi-journée vacante où elle peut profiter des activités proposées. 
Le dimanche est réservé aux phases finales des tournois. 
Le week-end se termine dans l'après-midi du dimanche par la remise de la coupe de la meilleure école lors d’une cérémonie des récompenses.

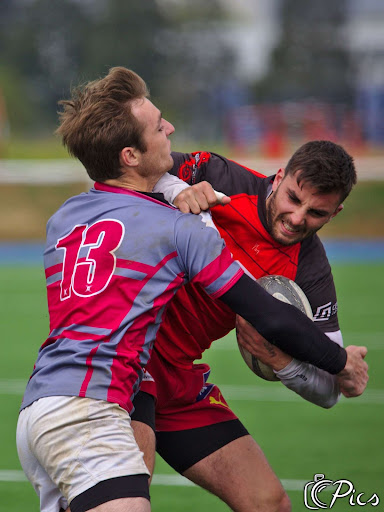
Match de rugby pendant le TOSS.
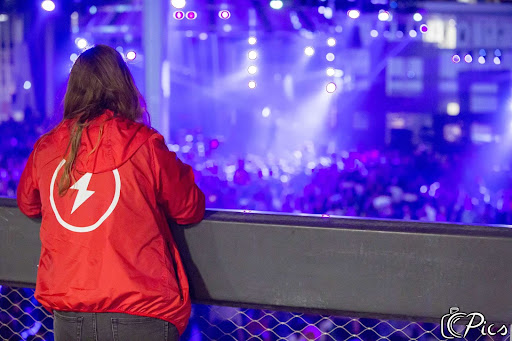
Soirée du TOSS.

## Historique

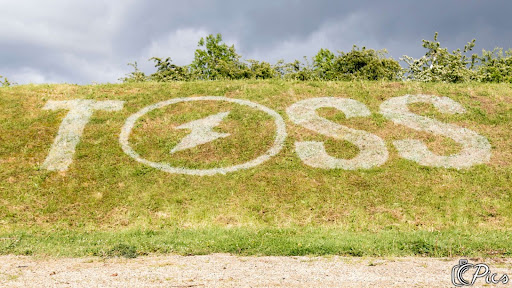
Logo du TOSS dans l'herbe.

Crée en 1989, en collaboration avec l'école Polytechnique, le TOSS avait pour vocation de regrouper les différentes écoles d'ingénieurs et de commerce du plateau de Paris-Saclay (Polytechnique, Supélec et HEC) autour d'une compétition sportive. Cette première édition regroupe un peu moins de 400 participants.
Le TOSS connaît une évolution assez lente lors de sa première décennie. En 1999, 700 sportifs sont présents. 
L'aventure s'accélère à partir des années 2000 où le tournoi est ouvert aux différentes universités françaises. En 2009, 1200 sportifs de 40 universités sont réunis pour le TOSS. 
Depuis 2009, le nombre de sports proposés a augmenté, pour passer de 12 à 18 en 2019, tout comme le nombre de participants, plus de 3500 en 2016 et 2017, plus de 4000 en 2018 puis 4500 en 2019. Cette augmentation est notamment due à un changement de la politique des organisateurs qui ont rajouté des activités extra-sportives à partir des années 2010 (saut à l'élastique, paintball, soirée, etc.). Ces activités, différentes chaque année, jouent alors une part de plus en plus importante dans la réussite du week-end. De plus, le tournoi s’ouvre progressivement à l’international, avec la participation d’universités étrangères, donnant dès lors une dimension nouvelle au tournoi.
Depuis plusieurs années, l’événement possède la norme ISO 9001 attestant de la qualité professionnelle du tournoi, obtenue au travers d'un système de management de la qualité au sein de l'association. Cette norme témoigne de la quête de progrès constante de l’équipe organisatrice.
En 2022, une image de marque est créée autour de l'événement avec le dépôt officiel de la marque TOSS et du logo.

## Les sports
En 2024, 19 sports différents sont proposés au TOSS. À savoir : 
- 10 Km
- Athlétisme
- Badminton
- Basket-ball
- Boxe
- Cheerleading
- Équitation
- Escalade
- Escrime
- Football
- Handball
- Judo
- Natation
- Roundnet
- Rugby à sept
- Tennis
- Tennis de Table
- Ultimate
- Volley-ball

À l'exception de l'athlétisme et du cheerleading, chaque sport existe en catégorie masculine et féminine. Le tennis de table est depuis l'édition 2019 ouvert aux participants à mobilité réduite. 
L’édition 2022 accueille de nouveaux sports : l’athlétisme, le roundnet et la boxe. D'autres sports tels que le golf, l'aviron, le water-polo ou le raid faisaient autrefois partie de cette liste mais ont été supprimés depuis.

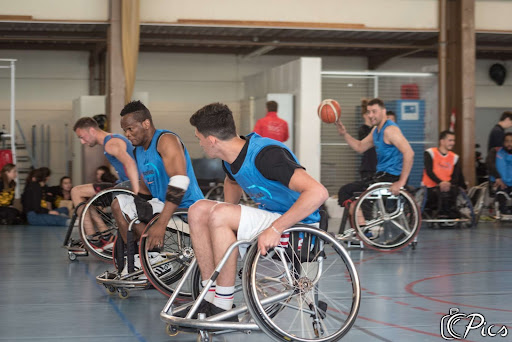
Initiation au handisport pendant le TOSS.

## Les activités
Des activités sont proposées lors du week-end du TOSS. À savoir : 
- Saut à l'élastique
- Bubble foot
- Tir à l'arc
- Paintball
- Laser Game
- Course de mascottes
- Démonstration de handisport
- Kinésithérapie et Ostéopathie
- Color Run
- Soirée dont les scènes sont montées par l'association étudiante SBCS [10]

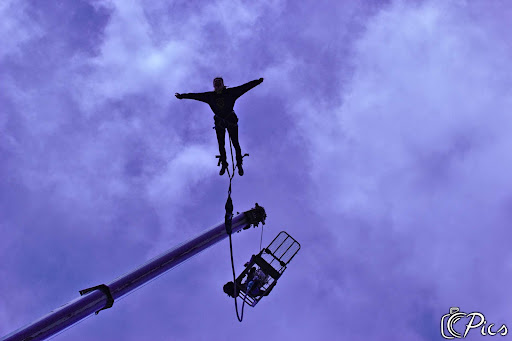
Saut à l'élastique durant le TOSS.

## Palmarès
L'année 2019 voit l'apparition d'un trophée de la meilleure école classant les écoles et universités sur la même base qu'aux jeux olympiques.

## L'ambiance
Le TOSS n'est pas seulement une compétition sportive, c'est également le moment pour les différentes écoles de montrer de quoi elles sont capables en termes de décibels. Un trophée de l'ambiance est donc remis à la délégation la plus fervente. L'actuel détenteur de ce trophée est l'INSA Hauts de France.
| Rang | Nation               | Université           | 2024                      |
| ---- | -------------------- | -------------------- | ------------------------- |
| 1    | Drapeau de la France | INSA Hauts de france | Médaille d'or, monde      |
| 2    | Drapeau de la France | ISARA Lyon           | Médaille d'argent, monde  |
| 3    | Drapeau de la France | ENSSAT Lannion       | Médaille de bronze, monde |
|      |                      |                      |                           |

### Classement général
| Rang | Nation               | Université                            | 2019                      |
| ---- | -------------------- | ------------------------------------- | ------------------------- |
| 1    | Drapeau de la France | CentraleSupélec                       | Médaille d'or, monde      |
| 2    | Drapeau de la France | UTC                                   | Médaille d'argent, monde  |
| 3    | Drapeau de la France | STAPS de l'Université d'Aix-Marseille | Médaille de bronze, monde |
| 4    | Drapeau de la France | Centrale Nantes                       | 4                         |
| 5    | Drapeau de la France | Ensimag                               | 5                         |
| 6    | Drapeau de la France | Université de Médecine de Dijon       | 6                         |
| 7    | Drapeau de la France | EIVP                                  | 7                         |
| 8    | Drapeau de la France | CPE Lyon                              | 8                         |
| 8    | Drapeau de la France | ENTPE                                 | 8                         |
| 10   | Drapeau de la France | Centrale Méditerranée                 | 10                        |

### Classement par éditions

#### Classement 2019
110 écoles et universités participent à cette édition. EDF est notamment partenaire de cette édition.

## Partenaires
Cette section ne s'appuie pas, ou pas assez, sur des sources secondaires ou tertiaires indépendantes du sujet. Le texte peut contenir des analyses inexactes ou inédites de sources primaires.
Pour l'améliorer, ajoutez-en, ou placez des modèles {{Source secondaire souhaitée}} ou {{Source secondaire nécessaire}} sur les passages mal sourcés. (avril 2022)
Depuis plus de 15 ans, Mazars, entreprise spécialisée dans l'audit et le conseilest partenaire officiel du TOSS. En 2024, Alten devient à son tour partenaire officiel.
Les partenaires institutionnels sont CentraleSupélec, la région Île-de-France, l'École polytechnique, l'Université Paris-Saclay ainsi que la Fédération française du sport universitaire (FFSU).
Les partenaires logistiques sont EDF, K-Ryole,Redbull,  Lydia et Agence Lifting.

## Pour approfondir